# Ons-en-Bray
Ons-en-Bray é uma comuna francesa na região administrativa de Altos da França, no departamento de Oise. Estende-se por uma área de 13,54 quilômetros quadrados. Em 2010 a comuna tinha 1 421 habitantes (densidade: 104,9 hab./km²).